# Возницын, Прокофий Богданович
Проко́фий Богда́нович Возни́цын (1640—1702) — русский дипломат на службе у царей Алексея Михайловича, Фёдора Алексеевича и Петра I.

## Семья
Происходил из рода Возницыных. Сын владимирского дворянина Богдана Гурьевича Возницына. Имел нескольких братьев: Артемия — подъячего Новгородского, Большой казны и Разрядного приказов и Фёдора — подьячего.

## Посольская служба

### Поездки в Вену и Варшаву
В 1668 году ездил с иноземцем на русской службе Томасом Кельдерманом (нем. Thomas Kellerman) в Вену домогаться, чтобы император прислал в 1669 году послов своих на съезд по поводу Андрусовского договора, русских и польских уполномоченных, а из Вены — в Венецию объявить об этом договоре дожу. Позже он ещё несколько раз ездил с дипломатическими поручениями в Варшаву.

### Поездка в Константинополь
С 1680 по 1690 гг. управлял соединёнными с Посольским приказом Малороссийским, Новгородским, Устюжским, Владимирским, Галицким. Одновременно с этим, в 1681 году, получив звание дьяка, Возницын отправился в Константинополь в посольство окольничего И. И. Чирикова, который там скончался. Возницын, вступив в обязанности посла, убедил султана отказаться от притязаний на Украину. Пётр Великий произвёл Возницына в думные дьяки и определил членом приказа Казанского дворца. В 1697 году в «великом посольстве», снаряжённом Петром за границу, Возницын был третьим послом, в звании Волховского наместника.

### В Кёнигсберге
В Кёнигсберге Возницын участвовал (22 июня) в заключении дружественного договора с Пруссией. Из Голландии посольство прибыло в Вену; но когда Пётр, получив известие о возмущении стрельцов, поспешил в Россию, в Вене для окончания начатых переговоров о мире с Оттоманской Портой в звании посла остался один Возницын, скоро отправившийся по Дунаю на конгресс в Карловцах. С пути он сообщал Петру о неблагонадёжности австрийцев. Вскоре он убедился в своих подозрениях, узнав, что император тайно от союзников заключил с султаном перемирие.

### Начало конгресса
При начале конгресса произошёл раздор между уполномоченными, в особенности со стороны польского уполномоченного Малаховского, дозволившего себе оскорбительные выражения на счет достоинства русского государя, с послом которого он не хотел иметь свиданий; цесарские же послы старались препятствовать турецкому представителю не только видеться, но и сноситься с Возницыным. Последний при таком положении дел мог только советовать своему государю не ослабевать в военных приготовлениях, опасаться поляков и шведов и заблаговременно укрепиться союзом с бранденбургским курфюрстом и датским королём; в то же время он тайно успел склонить на свою сторону драгомана Порты, Александра Маврокордато, и настоял, чтобы конференции с турецкими послами были открыты в присутствии английского и голландского министров. Турецкий уполномоченный требовал возвращения Азова и пяти днепровских крепостей, а Возницын, наоборот, требовал придачи к ним ещё Керчи. Наконец, Возницыну удалось заключить перемирие на два года с тем, чтобы вопрос о спорных крепостях был решён при заключении мирного договора. Трактат был подписан 14 января 1699 года.

### Возвращение в Россию
Возвратясь в Россию, Возницын в звании думного советника по-прежнему занял место в посольском приказе. Послом в Константинополь для заключения мира послан был Е. И. Украинцев, который по возвращении оттуда старался выставить действия Возницына в Карловцах в дурном свете, уверяя, что Возницын обнадёжил турецких уполномоченных обещанием уступок со стороны царя. Возницын письменно оправдывался перед государем, но, по-видимому, навсегда утратил своё прежнее значение. 15 июля 1699 г. получил титул думного советника, и ведал до 1700 Аптекарским приказом.